# Croisilles, Orne

Croisilles este o comună în departamentul Orne, Franța. În 1 ianuarie 2022 avea o populație de 193 de locuitori.